# NGC 2138
NGC 2138 est un amas ouvert situé dans la constellation de la Dorade. Cet amas est situé dans le Grand Nuage de Magellan,. Il a été découvert par l'astronome britannique John Herschel en 1834.
Note : la base de données NASA/IPAC identifie NGC 2138 à une galaxie (2MASX J05545015-6550139 ID), mais aussi à l'amas ouvert ESO 086-SC 040. 